# Title (album)
Pour les articles homonymes, voir Title.
Albums de Meghan Trainor
Title (EP) (en)
(2014) Thank You
(13 mai 2016)
Singles
1. All About That Bass
Sortie : 2 juin 2014
2. Lips Are Movin'
Sortie : 21 octobre 2014
3. Dear Future Husband
Sortie : 16 mars 2015
4. Like I'm Gonna Lose You
Sortie : 9 juillet 2015

Title est le troisième album studio de la chanteuse américaine Meghan Trainor sorti le 12 janvier 2015 sur le label Epic Records.
Quatre singles en sont extraits: All About That Bass, sorti le 2 juin 2014, est également le premier succès international de Meghan Trainor. Dans le classement des ventes aux États-Unis, le Billboard Hot 100, il atteint la première place. Le deuxième single, intitulé Lips Are Movin, sorti le 21 octobre 2014, s'y classe 4e, le suivant, Dear Future Husband, qui est sorti le 16 mars 2015, y culmine à la 14e place, et le quatrième single, Like I'm Gonna Lose You, 8e.

## Développement
All About That Bass est composé comme le premier single de l'album, le 2 juin 2014. Le clip vidéo qui l'accompagne est réalisé par Fatima Robinson. La chanson est un succès, et se classe au Billboard Hot 100 et en Australie, Autriche, au Canada, Danemark, en Nouvelle-Zélande, et en Angleterre. Lips Are Movin en est le deuxième single, sorti le 21 octobre 2014.

## Liste des titres
| 1.    | The Best Part (Interlude)                       |            |      |
| 2.    | All About That Bass                             | Kadish     | 3:07 |
| 3.    | Dear Future Husband                             | Kadish     | 3:04 |
| 4.    | Close Your Eyes                                 | Kadish     | 3:40 |
| 5.    | 3am                                             |            |      |
| 6.    | Like I'm Gonna Lose You (featuring John Legend) |            | 3:27 |
| 7.    | Bang Dem Sticks                                 | The Elev3n |      |
| 8.    | Walkashame                                      |            |      |
| 9.    | Title                                           | Kadish     | 2:54 |
| 10.   | What If I                                       |            |      |
| 11.   | Lips Are Movin                                  | Kadish     | 3:01 |
| [ 5 ] |                                                 |            |      |

| 12. | No Good for You  |  |  |
| 13. | Mr. Almost       |  |  |
| 14. | My Selfish Heart |  |  |
| 15. | Credit           |  |  |